# Fusulinata
Fusulinata es una clase extinta de foraminíferos. Se trata del mayor grupo de foraminíferos sin representantes actuales. La mayor parte de sus representantes se encuentran restringidos al Paleozoico (con las excepciones de Earlandia, Endoteba y la familia Endotebidae). Según la definición de Vachard et al., todos los foraminíferos de esta clase presentan una concha o testa de calcita pobre en magnesio, en la cual las unidades cristalinas son más o menos equidimensionales, de unos pocos micrómetros de tamaño, con una disposición desordenada ópticamente.

## Discusión
La clase Fusulinata fue descrita por primera vez por A. V. Fursenko en 1958. Consta de dos subclases, Afusulinana y Fusulinana. 
En 2010, Vachard et al. asignaron los foraminíferos más antiguos a la clase Fusulinata, y luego dividieron la clase en seis órdenes: Parathuramminida, Archaediscida y Earlandiida (agrupados en la subclase Afusulinana); y Tournayellida, Endothyrida y Fusulinida (agrupados en la subclase Fusulinana). Sin embargo, otras propuestas de clasificación para estos foraminíferos han sido publicadas desde entonces. Un estudio de 2017 afirma que la textura observada en la testa de los foraminíferos de la clase Fusulinata es un "artefacto debido a la diagénesis" y sugiere que el estudio de estos fósiles con técnicas de microscopía de alta resolución producirá un cambio de paradigma en la clasificación de este grupo filogenético.